# 三菱地所
三菱地所株式会社（みつびしじしょ、英: Mitsubishi Estate Company,Limited）は、東京都千代田区大手町に本社を置く、日本の総合不動産デベロッパーである。三菱グループの中核企業の一角であり、三菱金曜会と三菱広報委員会に加盟している他、ACジャパン（旧・公共広告機構）の正会員企業の一つである。
丸ビルや新丸ビル等のオフィスビルのプロパティマネジメントを担う「三菱地所プロパティマネジメント」や、住宅事業を担う「三菱地所レジデンス」、設計事業を担う「三菱地所設計」をグループ内に有する。日経平均株価および読売株価指数、TOPIX Large70、JPX日経インデックス400の構成銘柄の一つ。三井不動産に次いで業界2位である。
ブランドスローガンは、「人を、想う力。街を、想う力。」

## 企業活動

### 主幹事業
東京駅一帯の「大丸有地区」（千代田区大手町・丸の内・有楽町）に30棟以上のビルを保有している。三菱財閥が明治維新後に荒地だった丸の内をイギリス・ロンドンを模範とした近代的なビジネス街へと開発してきた歴史的経緯から、丸の内を中心に三菱グループ各社の本社ビルなど多くのオフィスビルを保有しており、「丸の内の大家」とも呼ばれる。三菱UFJ銀行・三菱商事・三菱重工業など三菱グループ主要各社の本社も多数集積しており、丸の内一帯で三菱地所は強力な地盤を持つ。また「横浜みなとみらい21地区」（神奈川県横浜市西区・中区）の開発にも大きく関わっており、1993年には同地区のシンボルとも言える横浜ランドマークタワー（ビルとしては当時日本一の高さ）を開業させている。さらに大阪最後の一等地と呼ばれる大阪駅北側の「うめきた」（大阪府大阪市北区大深町）再開発も主導しており、2013年にはうめきた第1期開発のグランフロント大阪を開業させた。2027年にはうめきた第2期開発のグラングリーン大阪が全面開業予定である。他にも、大手町2丁目の常盤橋地区の再開発計画「TOKYO TORCH」も進めており、2027年度には高さ390mと日本一となる予定のTorch Towerが竣工する見込みである。
今は前述の大丸有地区において、1998年から2017年までの20年間で総額9500億円を投資して高層ビルの建て替えをする都市再生事業を展開している。これは既存のオフィスビルを、業務・商業・文化機能が付加した超高層の複合商業ビルに建て替える事で、使用電力を減らし街全体の魅力を向上させて新規ビルと既存ビルの入居率・賃料を向上させる経営哲学に基づいている。既にその「第1ステージ」として、丸の内ビルディング（丸ビル）、日本工業倶楽部会館・三菱UFJ信託銀行本店ビル、丸の内オアゾ、東京ビルディング、新丸の内ビルディング（新丸ビル）、ザ・ペニンシュラ東京の6棟を新たにオープンさせた。2008年（平成20年）から2017年（平成29年）までの「第2ステージ」では7-8棟を建て替える予定である。既に2009年（平成21年）に「第2ステージ・第1弾」として丸の内パークビルディング・三菱一号館（古河ビル、丸ノ内八重洲ビル、三菱商事ビル3棟の一体建替計画）が、2012年1月に第2弾として丸の内永楽ビルディング（丸の内1-4計画、東銀ビル等3棟建て替え計画）が、2012年10月には第3弾として大手町フィナンシャルシティ ノースタワー・サウスタワー（大手町一丁目第2地区計画）を竣工させた。また「第2ステージ・第4弾」として、大手町ホトリア（大手町1-1計画、りそな・マルハビルと三菱東京UFJ銀行大手町ビルの建て替え計画）が2016年度に竣工し、第5弾としては丸の内二重橋ビル（富士ビル、東京會舘ビル、東京商工会議所ビル3棟の一体建て替え計画）が2018年に竣工。 第6弾としては大手町フィナンシャルシティグランキューブ（大手町連鎖型都市再生プロジェクト第3次事業）が2016年度中に竣工している。丸の内一帯は純粋なビジネス街としての性格が極めて強かったため、再開発に伴いビルの低層部に高級ブランドや飲食店を誘致するなど商業機能を強化した。大丸有地区を始め三菱地所所有のビルの運営は、グループ会社である三菱地所プロパティマネジメントが担っている。
住宅事業では、グループ会社の三菱地所レジデンスが『ザ・パークハウス（The Parkhouse）』ブランドで全国に展開する分譲マンション事業を主体とし、都心部の高級マンションの他、仙台市の泉パークタウンに代表される郊外でのニュータウン開発にも多くの実績を持つ。同社は2010年、2011年分譲マンション供給戸数ランキングで全国1位（5,424戸、5,331戸）である。全国的に幅広く事業を展開し、供給戸数も多いため『ザ・パークハウス』ブランドの認知度は高い。マンションの管理は三菱地所コミュニティが担う。近年では不動産流動化スキームを用いた都心部の賃貸マンション事業（「ザ・パークハビオ」）、分譲一戸建事業（「ザ・パークハウス ステージ」）、資産形成用マンション事業（「ザ・パークワンズ」） 、リノベーションマンション事業（「ザ・パークリモア」）なども積極的に展開する。海外でも多くの実績があり、中国やタイ、シンガポール、オーストラリアを拠点に大規模な複合開発を行う。
また、2000年代からは商業施設の開発・運営にも注力している。丸の内エリアの商業化や、アウトレットモール（グループ会社の三菱地所・サイモンが「プレミアム・アウトレット」のブランド名で展開）の開発も積極的に進めているほか、2012年（平成24年）には大型ショッピングセンターの新たな基幹ブランド名称「MARK IS（マークイズ）」を策定し、その第一弾として2013年（平成25年）4月にMARK IS 静岡（静岡市葵区）が、続けて同年6月にはMARK IS みなとみらい（横浜市西区）が開業した。さらに、「大阪最後の一等地」と称される大阪駅北地区（通称「うめきた」）の先行開発区域（グランフロント大阪）を代表事業者として落札し、2013年（平成25年）4月に街開きを迎えた（2018年（平成30年）7月にはうめきた2期の代表事業者にも選ばれている）。今後は商業施設の「コロワ（Corowa）」ブランドも展開予定で、2018年4月にコロワ甲子園が開業した。この他にも、高級ホテルチェーンであるロイヤルパークホテルズなどの運営を手掛けている。

### CSR
三菱地所は主にまちづくりや環境への配慮に重点をおき地道なCSR活動を展開。具体的な取り組みとしては丸の内エリア周辺でのコミュニティ形成のための取り組みや小中学校での環境教育、東日本大震災復興支援、都市と農山村をつなぐプロジェクト『空と土プロジェクト』 などがある。
『空と土プロジェクト』は2008年4月に策定した「三菱地所グループ社会貢献活動基本方針」に基づき、「村・人・時代づくり」を行う目的で設立されたNPO法人えがおつなげてが開催した限界集落ツアーへの参加を契機に同NPO法人との協働が始まったことによる山梨県北杜市須玉町の増富地域でのプロジェクトである。様々な体験ツアーや、農作物や間伐材等の地域資源と当社グループの事業とが連携した資源活用（『やまなし県産材』の開発）などが行われている。一例として、地域資源を活かした「森林・山梨県産材を活用した住宅建材」や「純米酒丸の内」などの商品開発などがある。電力施設の開発は進展していない。

### コンプライアンス
大阪アメニティパーク（OAP）の分譲マンション販売に際して、土壌汚染の事実を顧客に告げずに販売していた問題が発覚。2005年に宅地建物取引業法違反（重要事実の不告知）の容疑で、共同事業者の三菱マテリアル、大林組などと共に書類送検され、当時の代表取締役社長であった髙木茂が引責辞任した。その後、社外有識者から客観的な視点に基づく再発防止に向けたコンプライアンス体制のチェックと強化、改善の提言を行い、あわせて企業体質の改善に関する提言を行うことを目的とするコンプライアンス委員会が設置された。

## 沿革

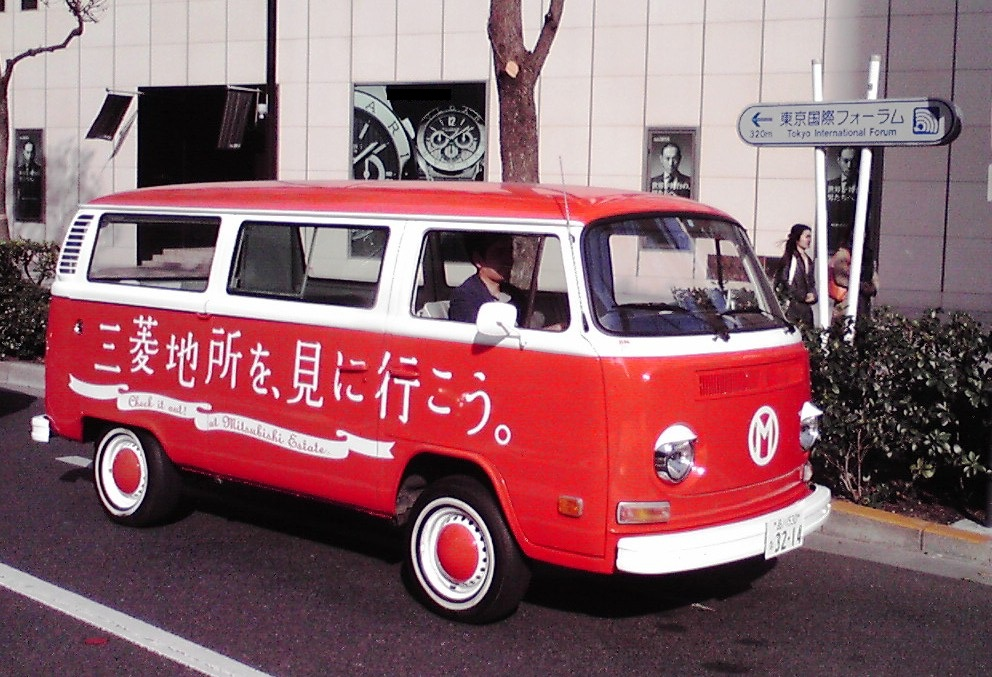
「三菱地所を、見に行こう。」の赤いバス

- 1937年（昭和12年） - 三菱合資会社の不動産部門・建築部門が分社して発足。
- 1952年（昭和27年） - 「新丸ノ内ビルヂング（新丸ビル）」竣工。
- 1953年（昭和28年） - 陽和不動産株式会社、開東不動産株式会社を合併[注釈 4]。
- 1958年（昭和33年） - 「大手町ビルヂング」竣工。
- 1965年（昭和40年） - 「大名古屋ビルヂング」竣工。
- 1968年（昭和43年） - 三菱東9号館（三菱一号館）解体。
- 1969年（昭和44年） - 「赤坂パークハウス」竣工（分譲マンション事業開始）。
- 1972年（昭和47年） - 「泉パークタウン」第一期起工。
- 1981年（昭和56年） - 「日比谷シティ（日比谷国際ビル）」竣工。
- 1986年（昭和61年） - 「広尾ガーデンヒルズ」竣工。
- 1989年（平成元年） - アメリカ・ニューヨークのロックフェラー・センターを買収。
- 1990年（平成2年） - アメリカ・ロックフェラーグループに資本参加。
- 1993年（平成5年） - 横浜みなとみらい21地区の「横浜ランドマークタワー」竣工、「パークハウス多摩川」全棟竣工。
- 1996年（平成8年） - 「大阪アメニティパーク」竣工。
- 2001年（平成13年） - 不動産投資信託（REIT）「ジャパンリアルエステイト投資法人」設立。
- 2002年（平成14年） - 新生「丸の内ビルディング（丸ビル）」竣工。
- 2004年（平成16年） - 「丸の内オアゾ」竣工。
- 2005年（平成17年） - 新生「東京ビルディング」竣工。
- 2007年（平成19年） - 新生「新丸の内ビルディング」竣工。
- 2008年（平成20年） - 「南砂町ショッピングセンター SUNAMO」竣工。
- 2009年（平成21年） - 「丸の内パークビルディング」、「三菱一号館美術館」竣工。
- 2010年（平成22年） - 「東久留米ショッピングセンター クルネ」竣工。
- 2011年（平成23年） - 藤和不動産を子会社化し住宅分譲部門を分社化、三菱地所レジデンス株式会社を設立してブランド名をパークハウスから「ザ・パークハウス」へ変更[24]。
- 2012年（平成24年） - 「丸の内永楽ビルディング」竣工。
- 2013年（平成25年） - うめきた地区の複合商業施設「グランフロント大阪」竣工、大型ショッピングモール「MARK IS 静岡」、「MARK IS みなとみらい」竣工。
- 2015年（平成27年）
  - 「大名古屋ビルヂング (2代目)」竣工。
  - 8月31日 - 東京駅日本橋口前（大手町東端）の常盤橋街区に高さ日本一を更新する地上約390mの超高層ビル（のちに「Torch Tower（トーチタワー）」と命名）などを建設する再開発計画「TOKYO TORCH」を発表[25]。
- 2018年（平成30年）
  - 1月5日 - 本社を大手町ビルヂングから大手町パークビルディングに移転。
  - リノベーション事業や賃貸事業を展開するアーバンライフを株式公開買付けにより子会社化[26]。
  - 商業施設の新業態「コロワ（Corowa）」ブランドの1号店として「コロワ甲子園」開業。
- 2022年（令和4年）- Gaussy株式会社と資本業務提携[27]。

## 歴代社長
| 代数   | 氏名       | 在任期間    | 出身校                               |
| ------ | ---------- | ----------- | ------------------------------------ |
| 初代   | 渡辺武次郎 | 1952 - 1969 | 東京高等商業学校（現・一橋大学）     |
| 第2代  | 中田乙一   | 1969 - 1980 | 小樽高等商業学校（現・小樽商科大学） |
| 第3代  | 伊藤達二   | 1980 - 1987 | 東京商科大学（現・一橋大学）         |
| 第4代  | 髙木丈太郎 | 1987 - 1994 | 中央大学経済学部                     |
| 第5代  | 福澤武     | 1994 - 2001 | 慶應義塾大学法学部                   |
| 第6代  | 髙木茂     | 2001 - 2005 | 慶應義塾大学経済学部                 |
| 第7代  | 木村惠司   | 2005 - 2011 | 東京大学経済学部                     |
| 第8代  | 杉山博孝   | 2011 - 2017 | 一橋大学経済学部                     |
| 第9代  | 吉田淳一   | 2017 - 2023 | 東京大学法学部                       |
| 第10代 | 中島篤     | 2023 -      | 東京大学法学部                       |

2016年（平成28年）4月、当時名誉顧問の福澤武が日本経済新聞の「私の履歴書」の連載を開始。

## 所在地
- 本社（本店）- 東京都千代田区大手町1-1-1　大手町パークビルディング
- 北海道支店 - 北海道札幌市中央区北2条西4丁目1　北海道ビル
- 東北支店 - 宮城県仙台市青葉区国分町3-6-1　仙台パークビル
- 横浜支店 - 神奈川県横浜市西区みなとみらい2-2-1　横浜ランドマークタワー
- 中部支店 - 愛知県名古屋市中区栄2-3-1　名古屋広小路ビルヂング
- 関西支店 - 大阪府大阪市北区天満橋1-8-30　OAPタワー
- 中四国支店 - 広島県広島市中区大手町3-7-5　広島パークビル
- 九州支店 - 福岡県福岡市中央区天神1-6-8　天神ツインビル

## 主なビル・商業施設
以下には自社グループ保有物件のほか、共同事業物件、他保有者からの三菱地所プロパティマネジメント受託物件を含む。マンションについては三菱地所レジデンスを参照。

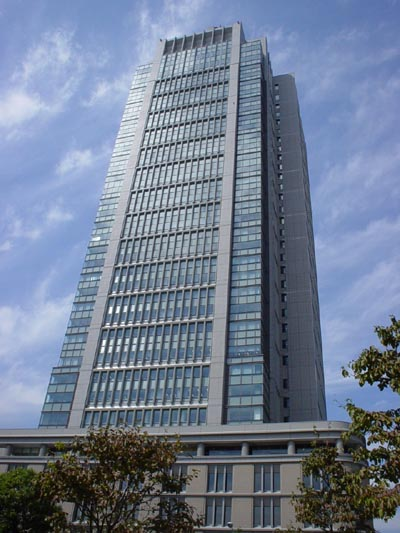
丸の内ビルディング（丸ビル）

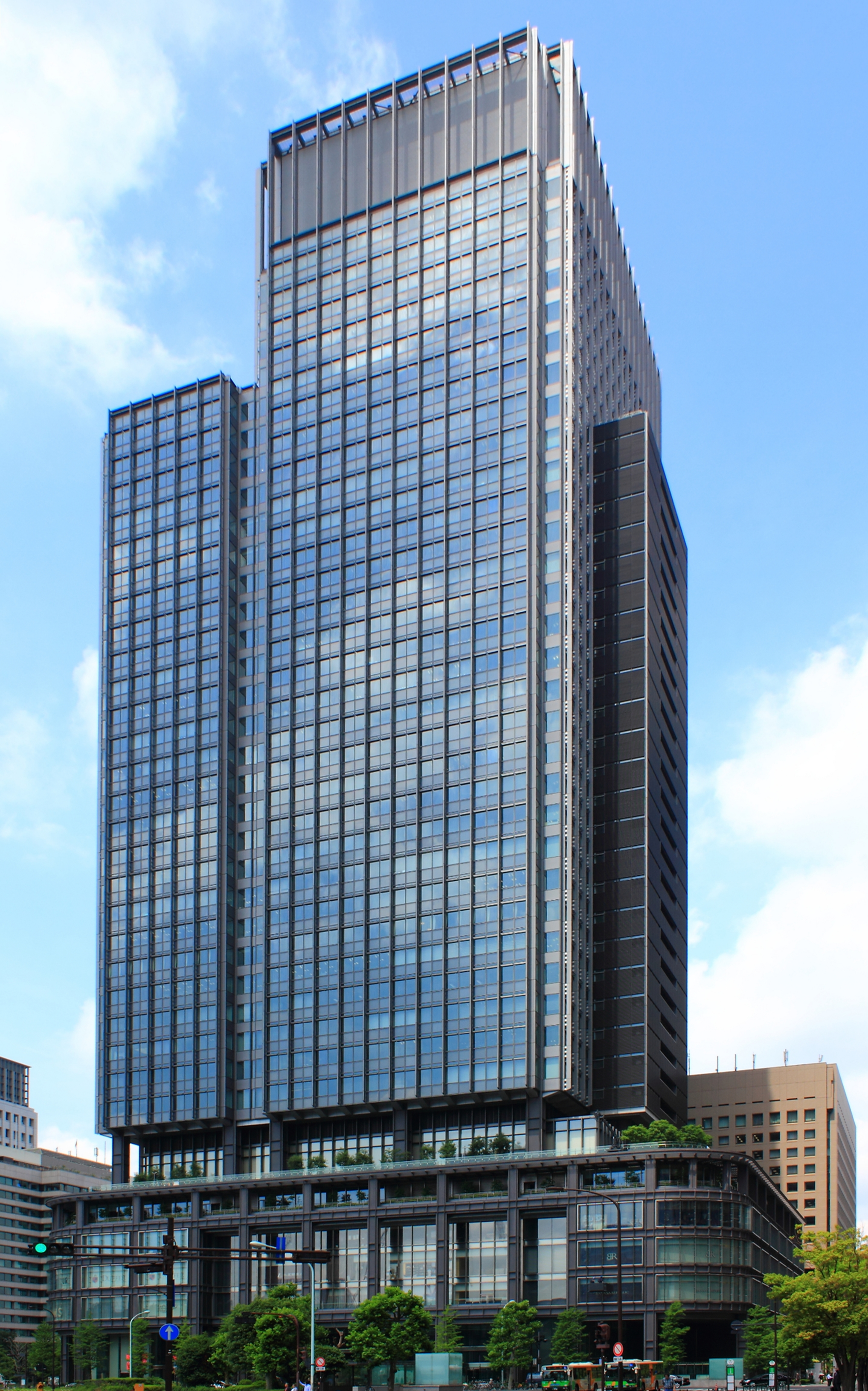
新丸の内ビルディング

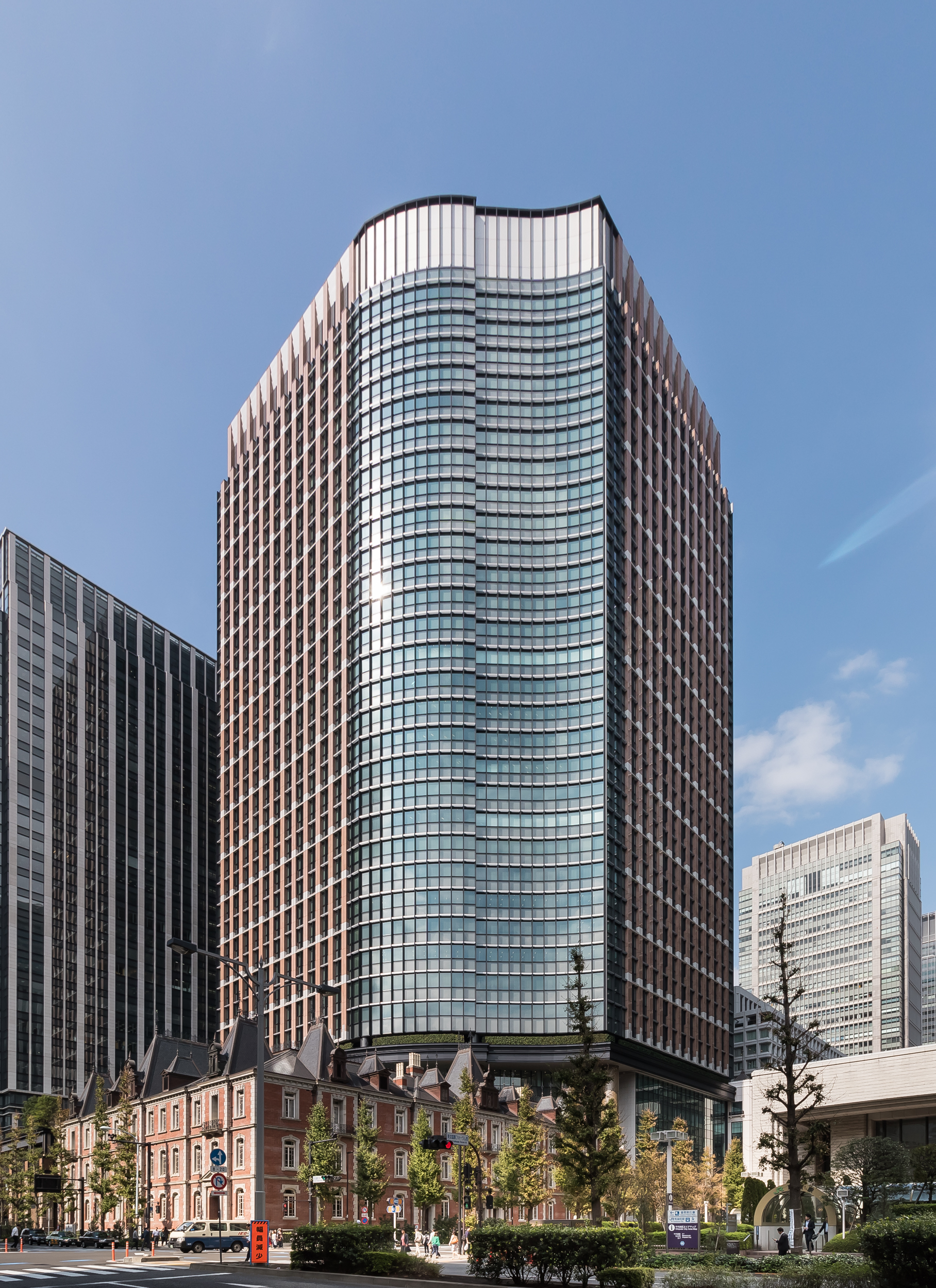
丸の内パークビルディングと三菱一号館美術館

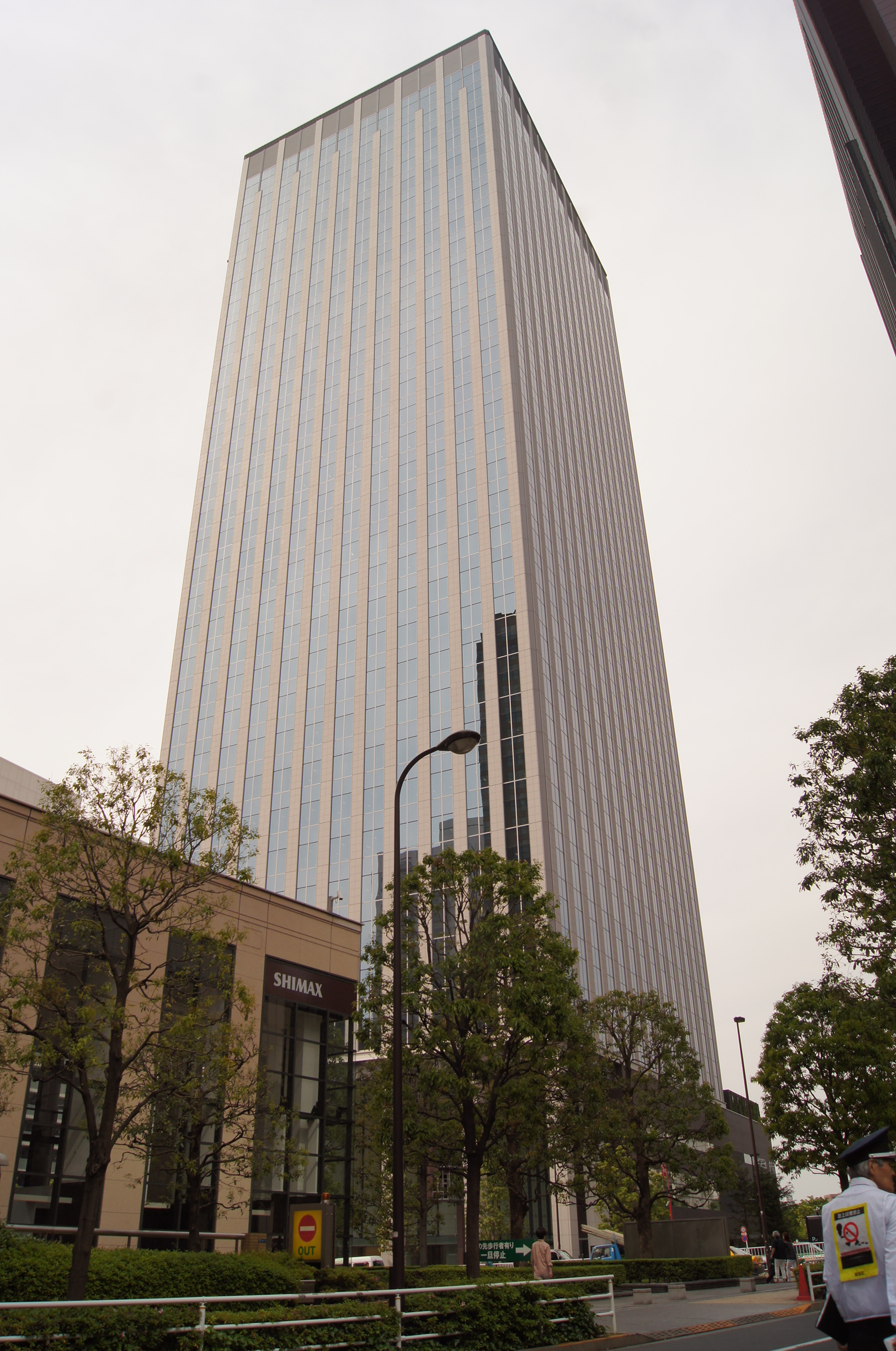
新宿フロントスクエア

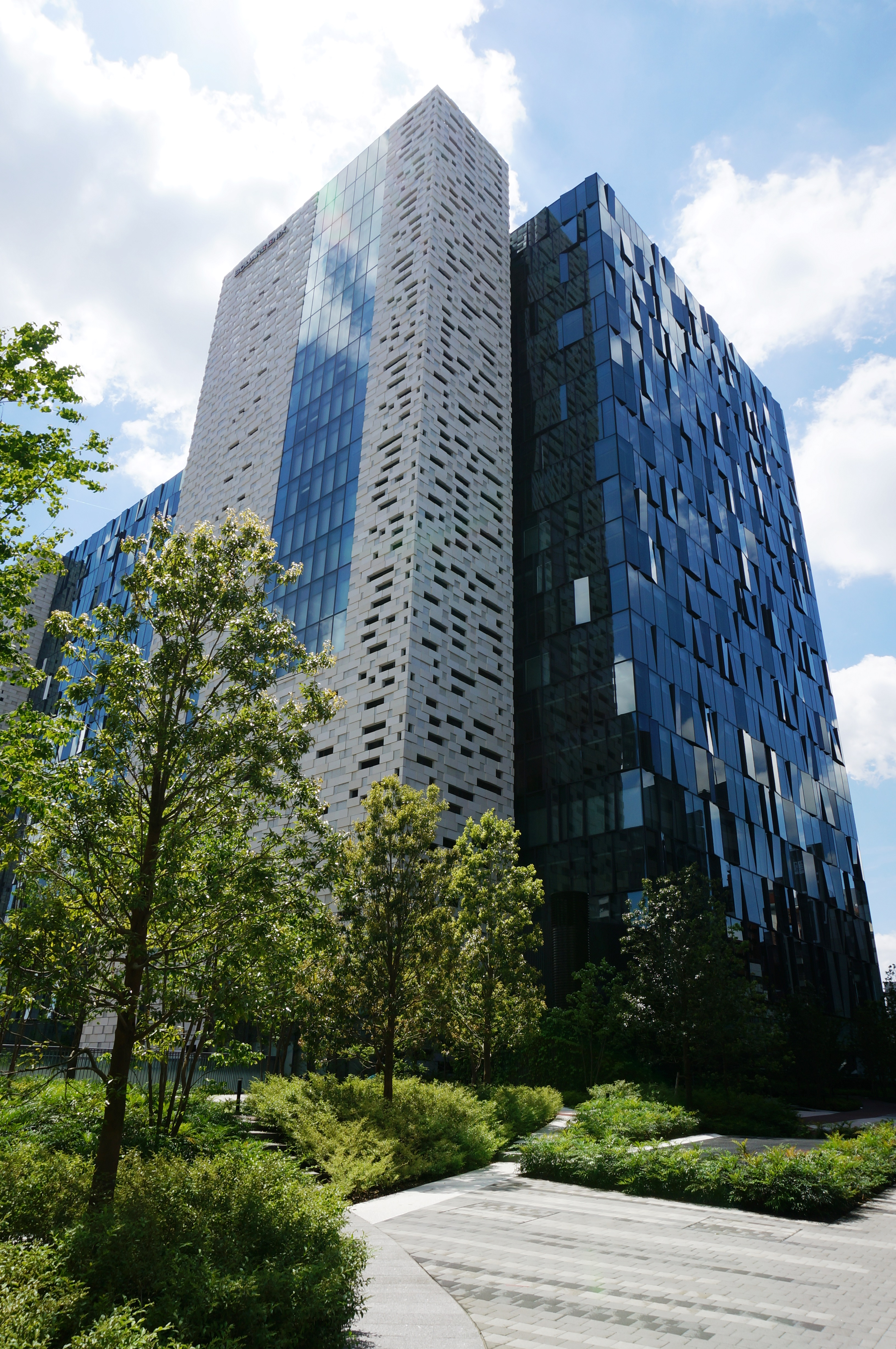
新宿イーストサイドスクエア

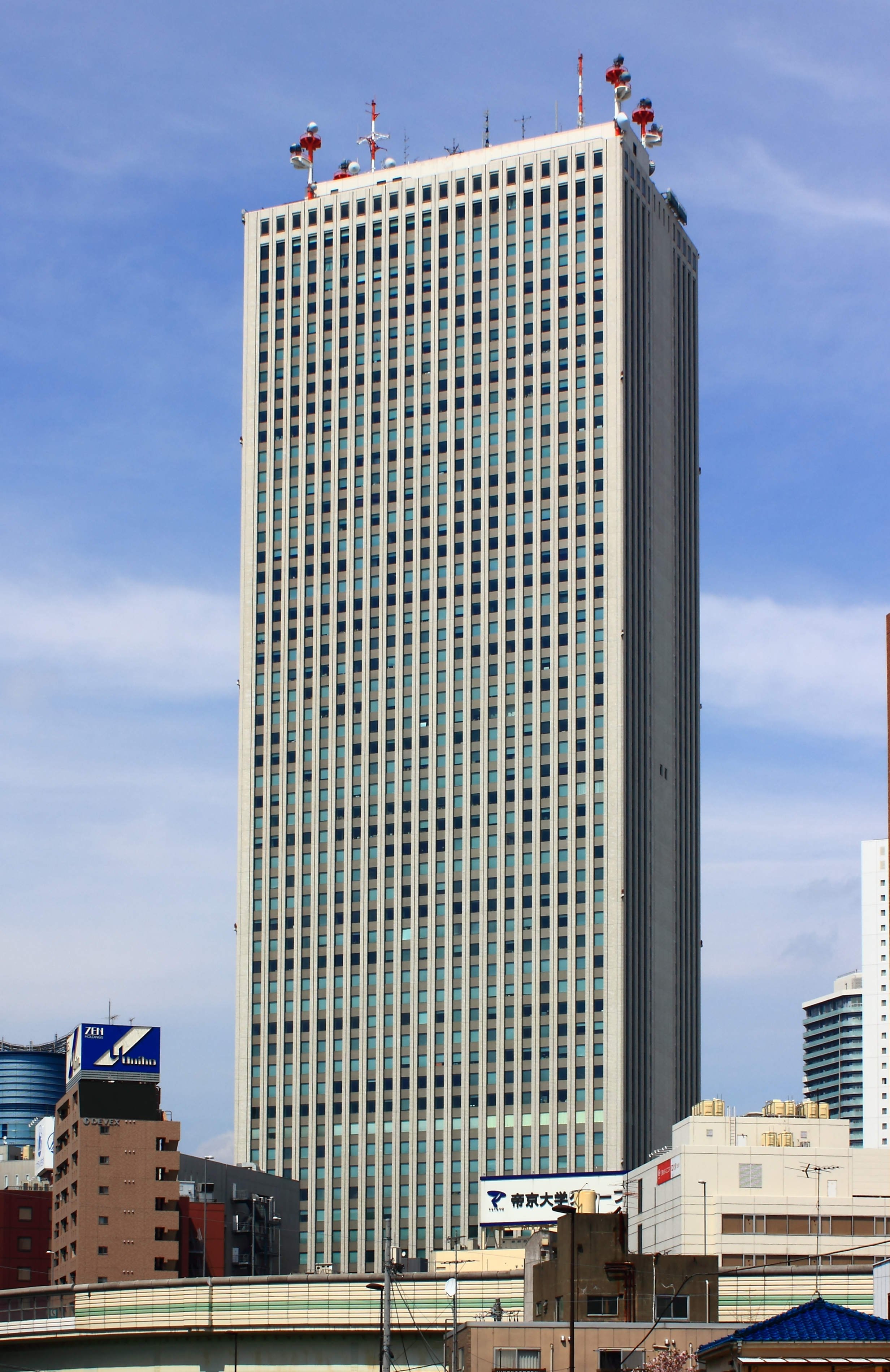
サンシャインシティ（サンシャイン60）

### 東京都
23区 
- 丸の内ビルディング（丸ビル）
- 新丸の内ビルディング（新丸ビル）
- 丸の内パークビルディング（丸の内ブリックスクエア）

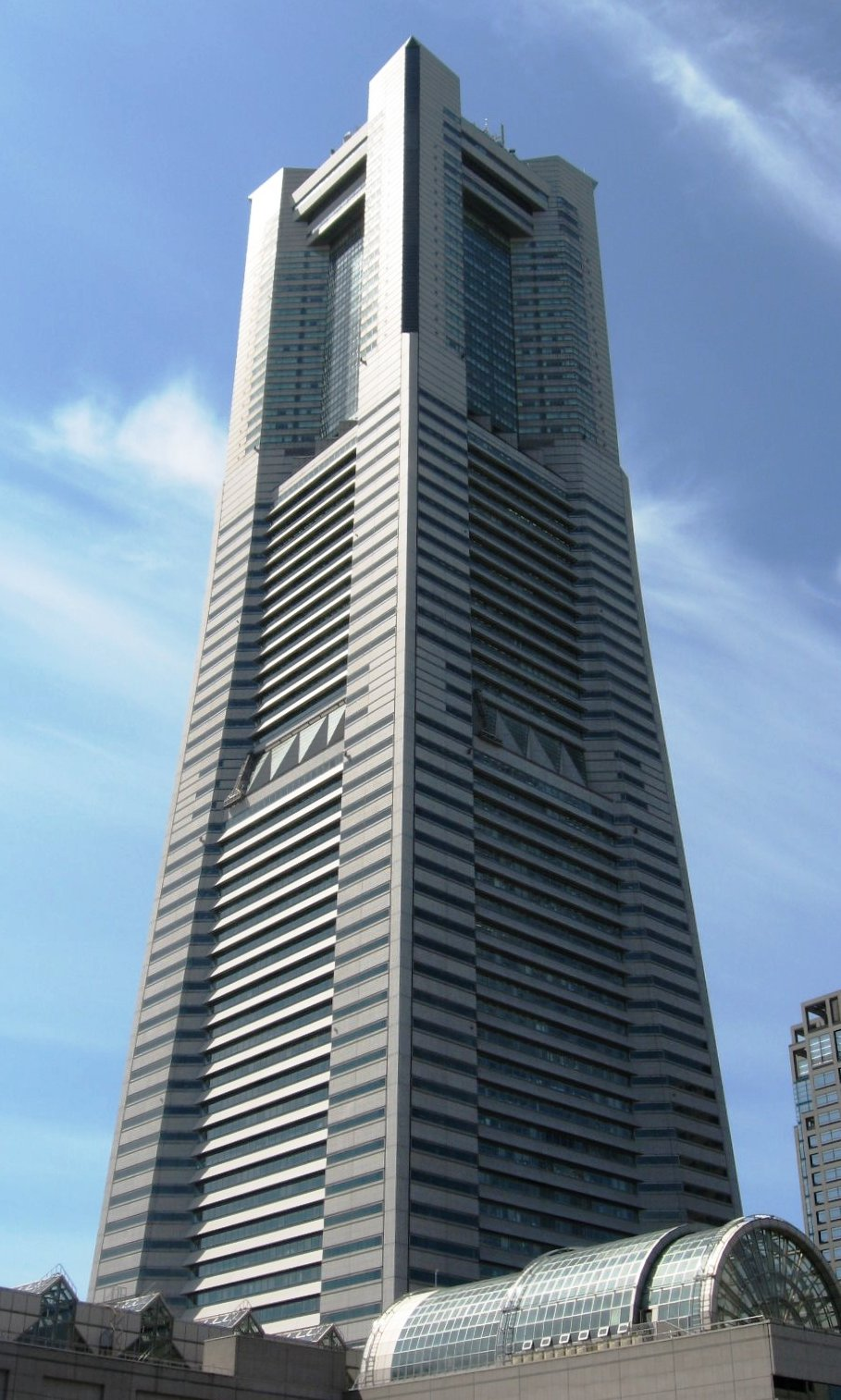
横浜ランドマークタワー

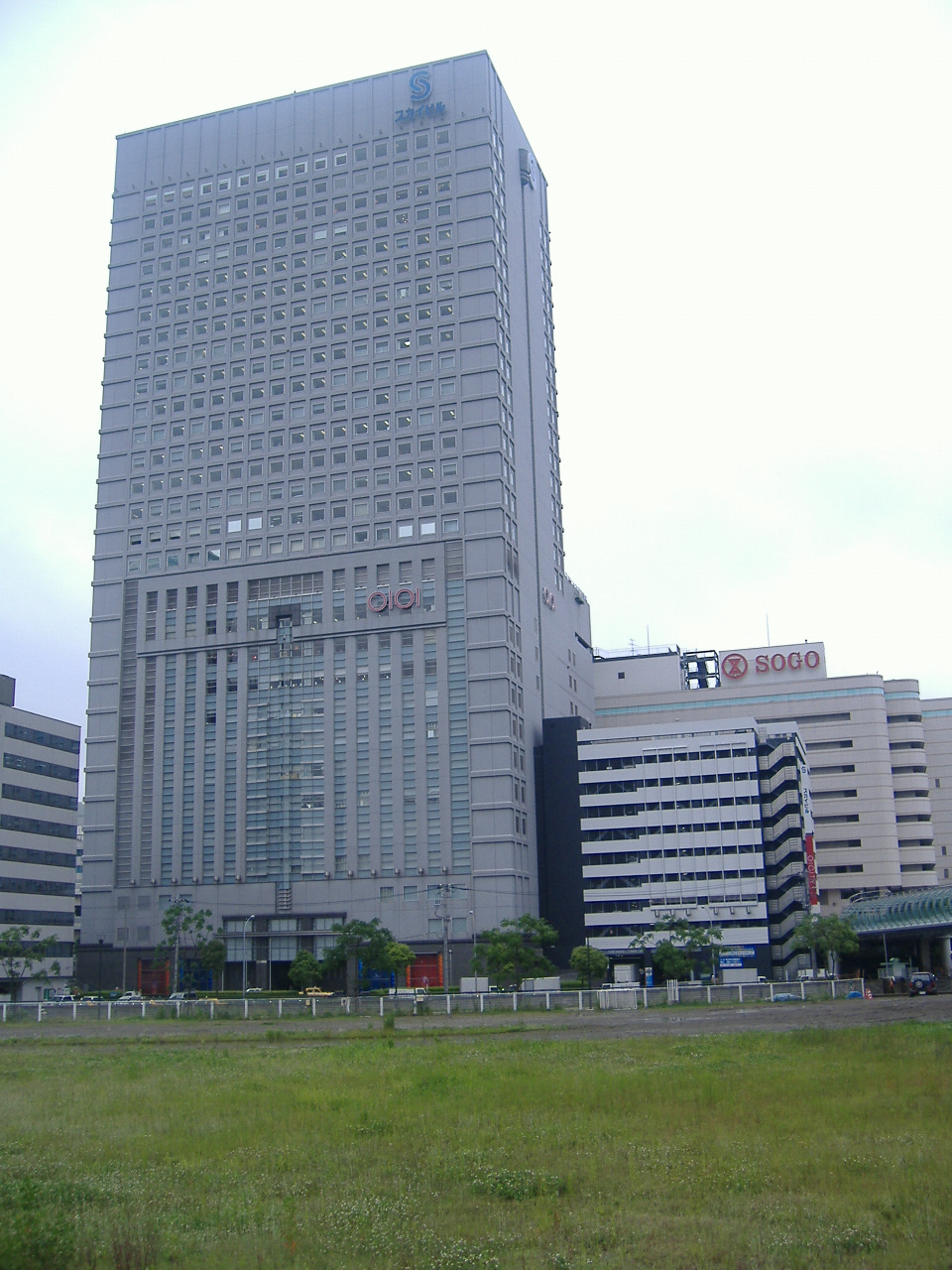
横浜スカイビル

- 三菱一号館（三菱一号館美術館）
- 丸の内二重橋ビル
- 丸の内オアゾ
- 丸の内永楽ビルディング（iiyo!!）
- 三菱UFJ信託銀行本店ビル
- 大手町ビル
- 新大手町ビル
- 日本ビル
- 大手町フィナンシャルシティ
- 東京ビルディング（東京ビルTOKIA）
- 東京交通会館
- 有楽町電気ビル
- 有楽町イトシア
- 日比谷シティ
- 北の丸スクエア
- 神田橋パークビル
- 二番町センタービル
- 秋葉原センタープレイスビル
- 常盤橋タワー
- 山王パークタワー
- 山王グランドビル
- 新青山ビル
- 赤坂パークビル
- 三田国際ビル
- 芝大門フロントビル
- アクアシティお台場
- 汐留タワー
- 汐留ビルディング（ハマサイト・グルメ）
- 東京ツインパークス
- キャピタルマークタワー
- 晴海センタービル
- 晴海フロント
- マロニエゲート
- ロイヤルパークホテル
- 新宿フロントスクエア
- 新宿イーストサイド
  - 新宿イーストサイドスクエア
- ザ・センター東京
- シタディーン新宿
- 広尾ガーデンヒルズ
- 広尾ガーデンフォレスト
- サンシャインシティ
- ハーモニータワー
- ポンテグランデTOKYO
- 豊洲フロント
- 南砂町ショッピングセンター SUNAMO
- 大崎フロントタワー
- ザ ロイヤルパークホテル 東京羽田

 多摩地区 
- 東久留米ショッピングセンター クルネ

### 関東（東京都以外）

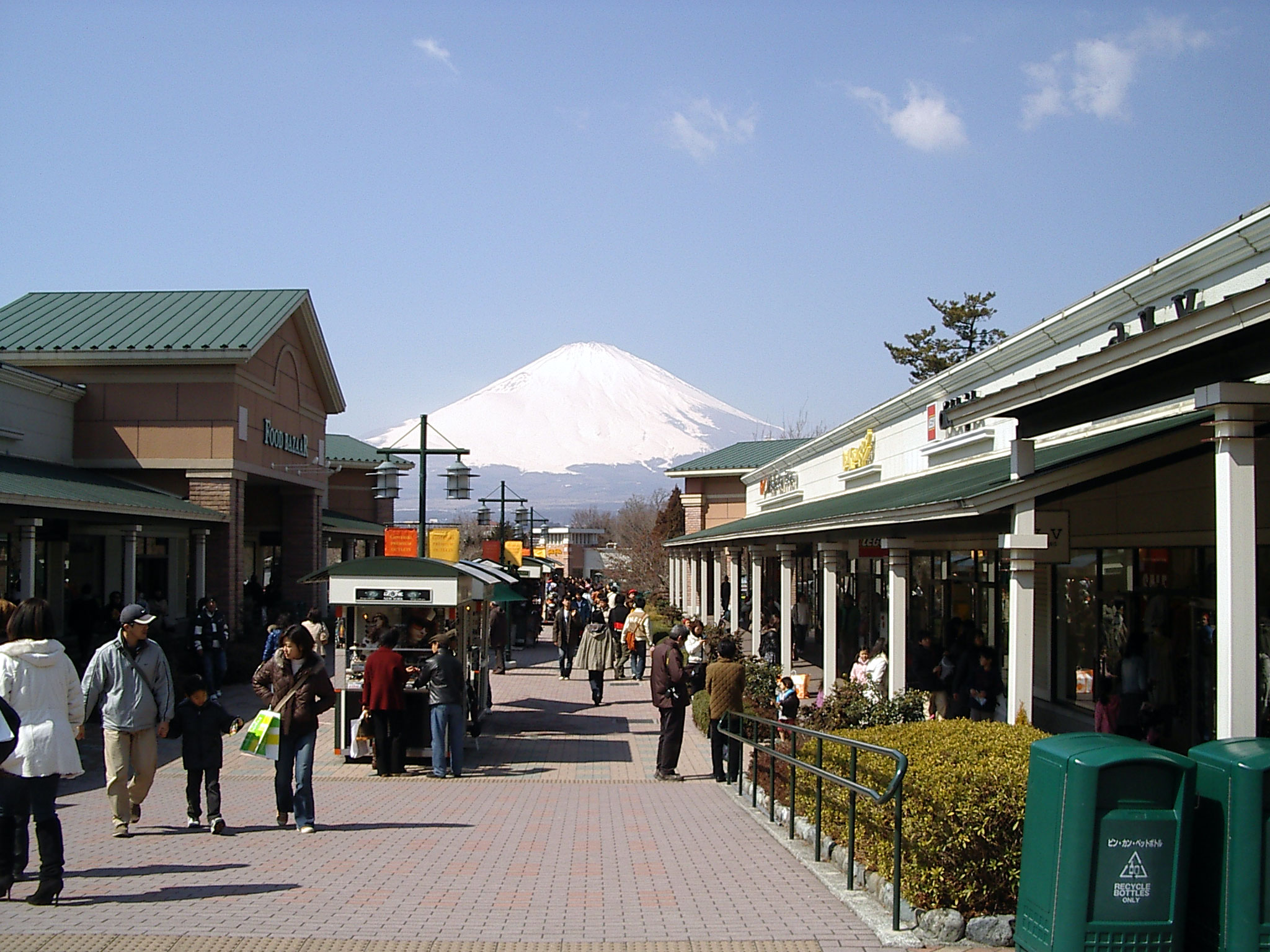
御殿場プレミアム・アウトレット

神奈川県 
- 横浜ランドマークタワー
  - 横浜ロイヤルパークホテル
- MMパークビル
- MARK IS みなとみらい
- 横浜スカイビル
- 港北センタープレイス
- 港北センターヒルズ
- ミッドオアシスタワーズ
- ロジポート相模原
- ロジポート橋本

 埼玉県 
- ふかや花園プレミアム・アウトレット
- ジェネシティ
- 志木ガーデンヒルズ

 千葉県 
- 酒々井プレミアム・アウトレット
- ちばリサーチパーク
  - 麻倉ゴルフ倶楽部
- 幕張ベイタウン
- グリーンゲートシティ

 茨城県 
- あみプレミアム・アウトレット

 栃木県 
- 佐野プレミアム・アウトレット
- 那須ハイランドパーク

### 中部地方

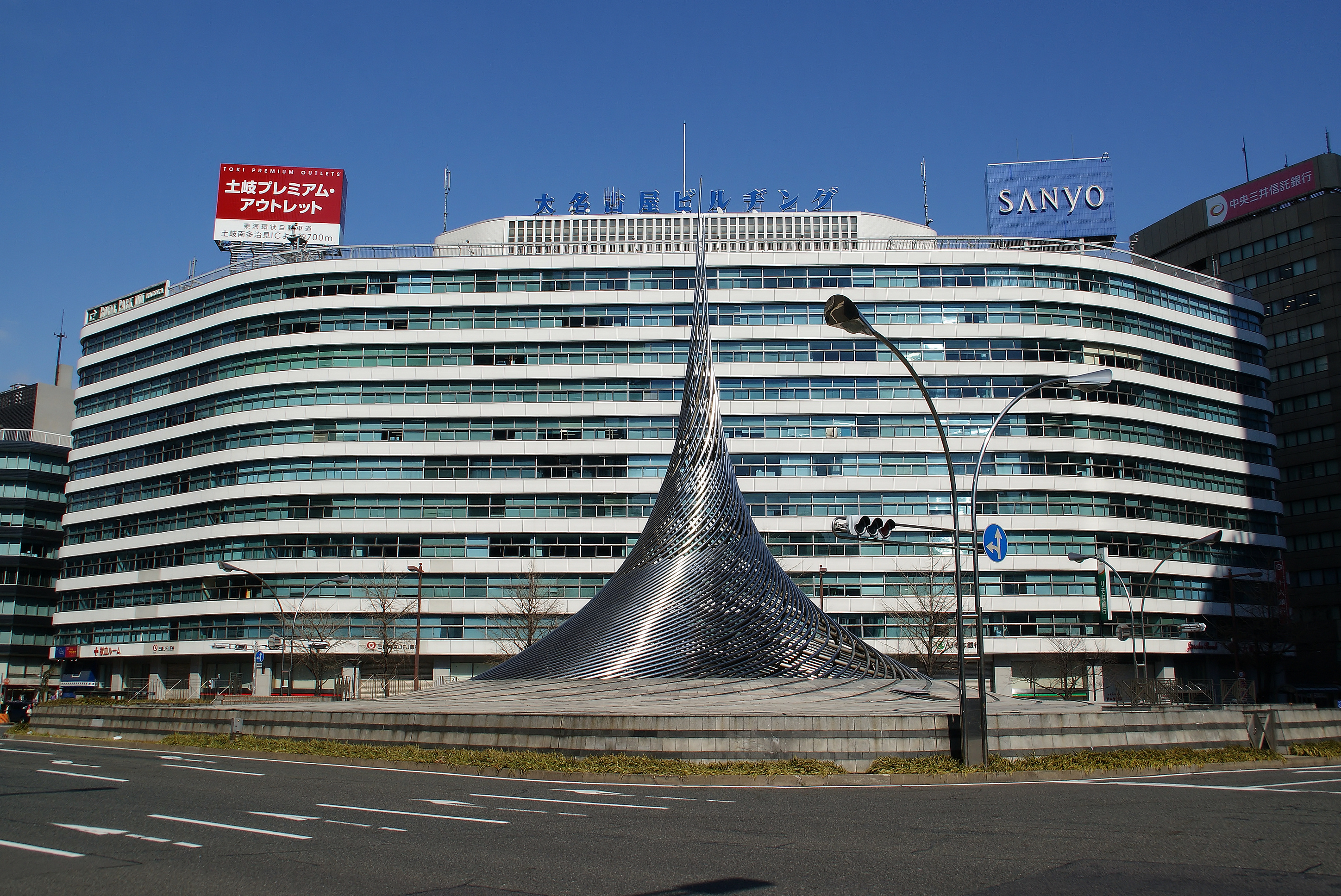
大名古屋ビルヂング（初代）

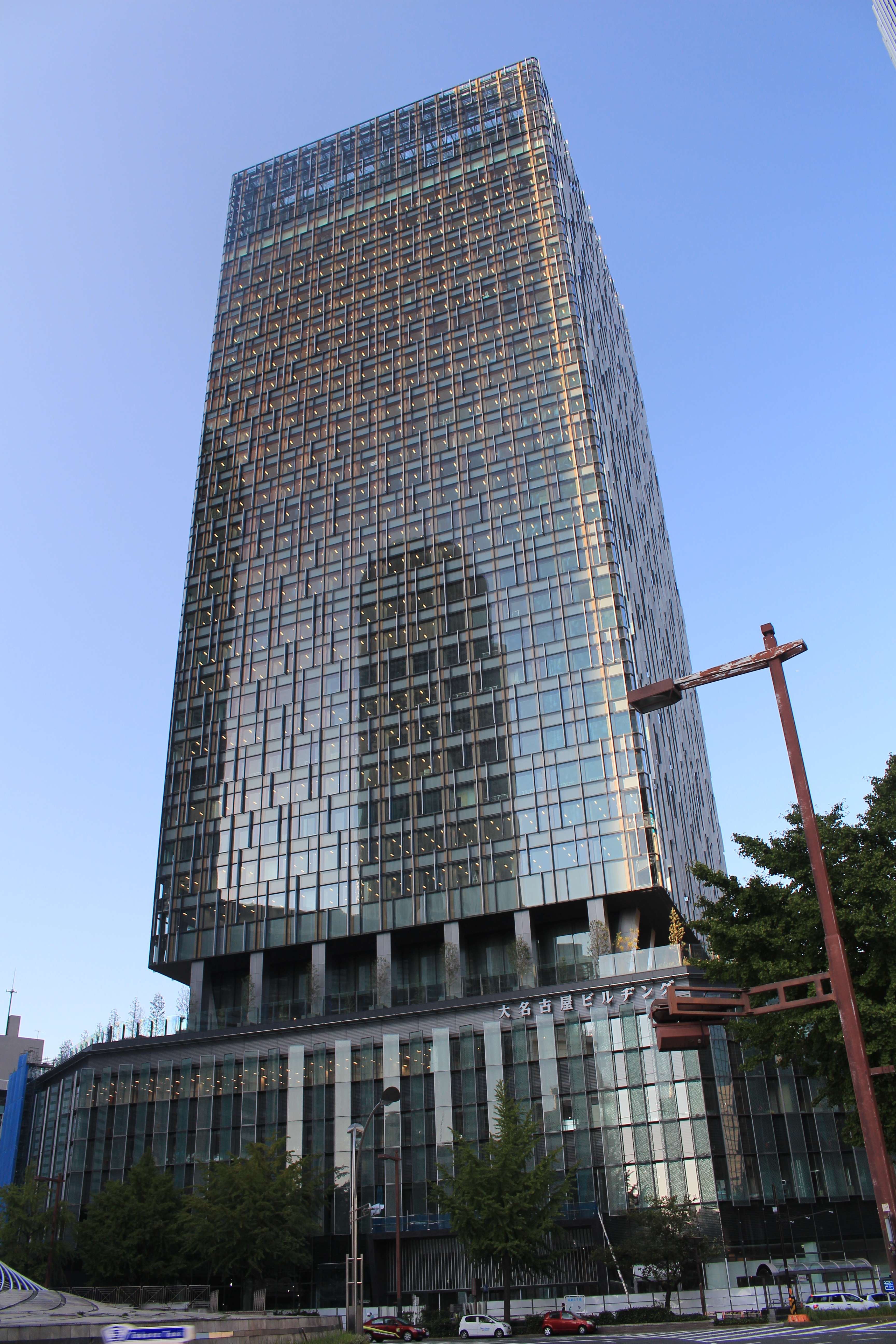
大名古屋ビルヂング（2代）

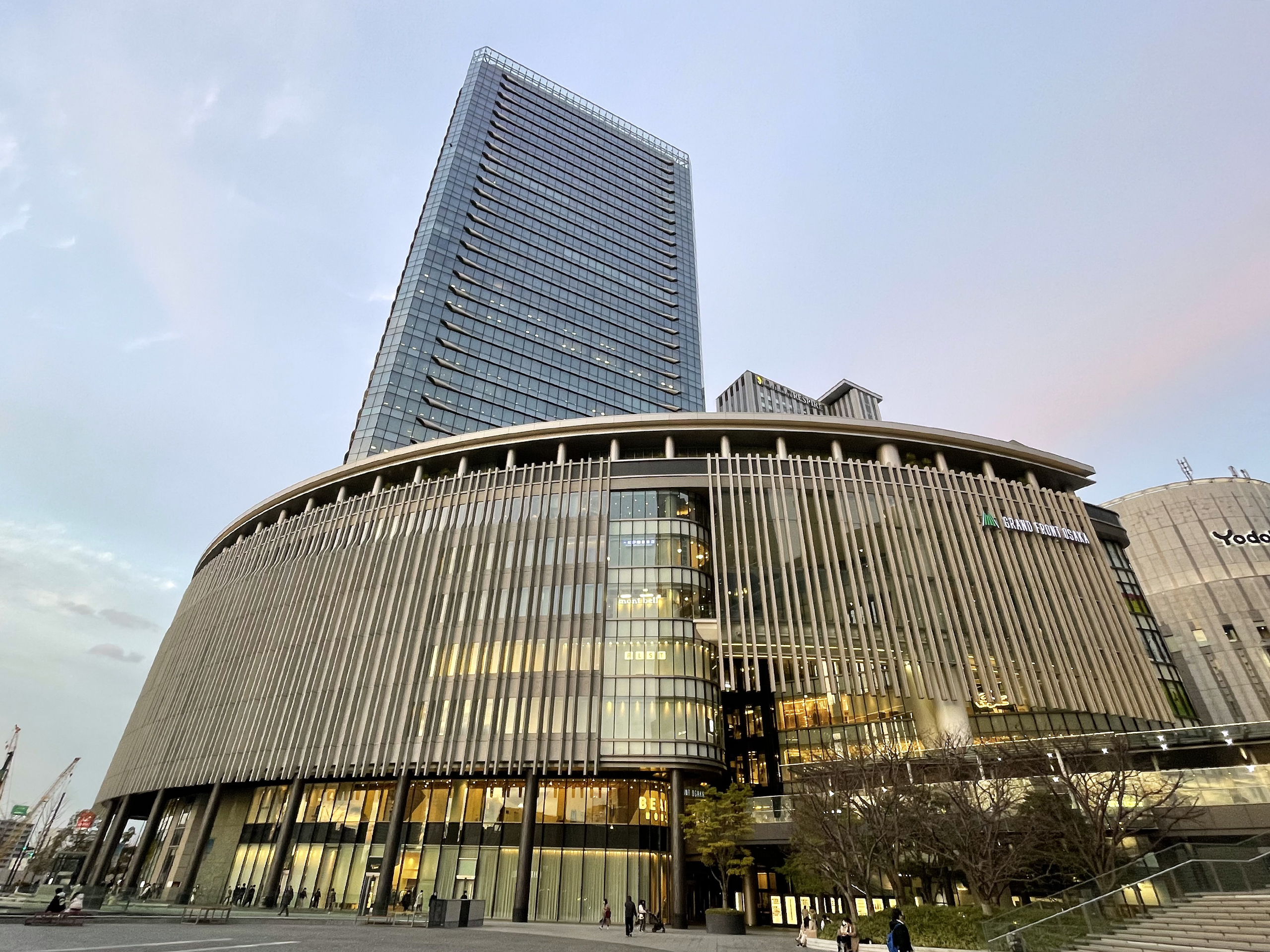
グランフロント大阪（南館タワーA）

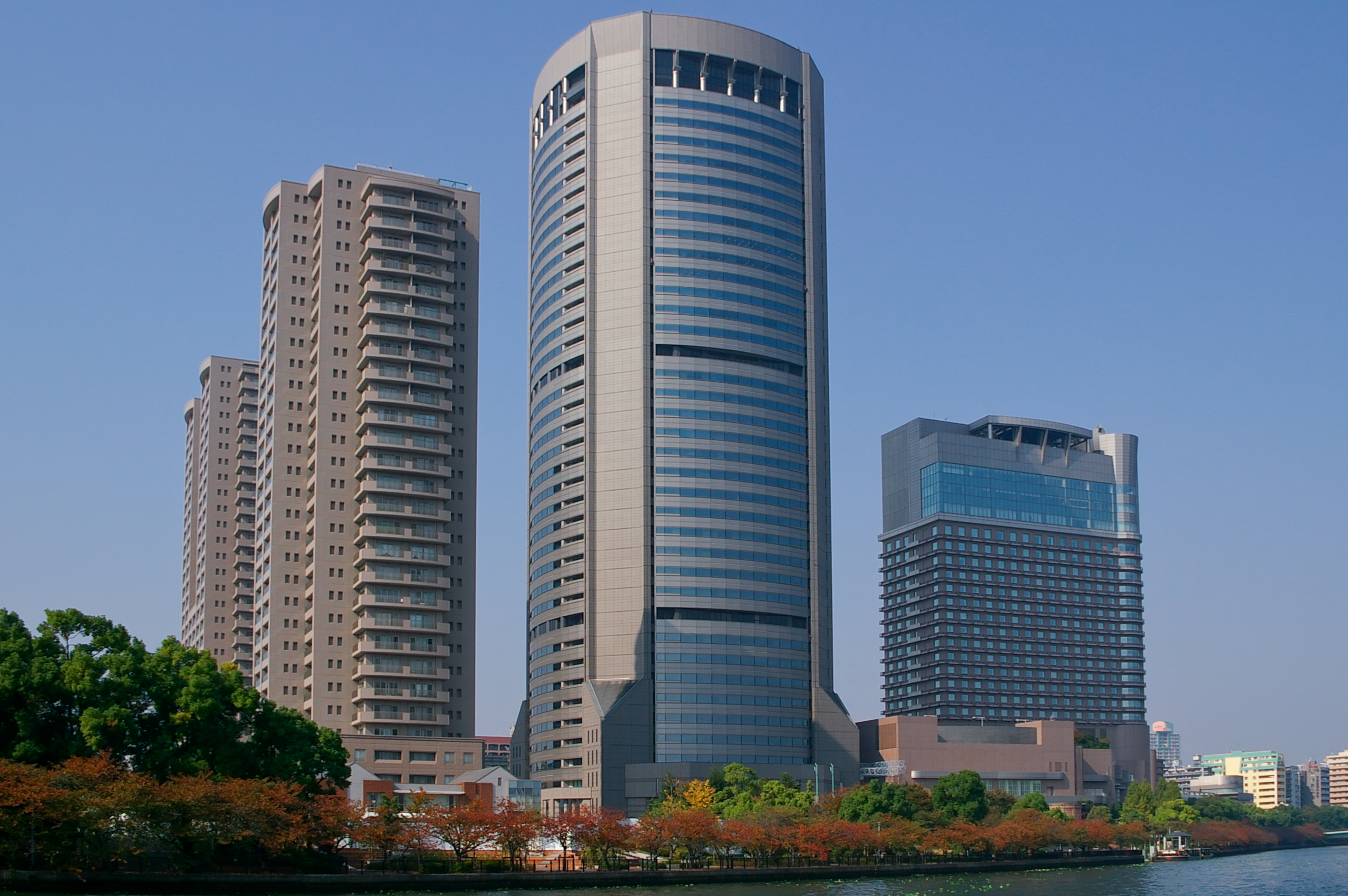
大阪アメニティパーク

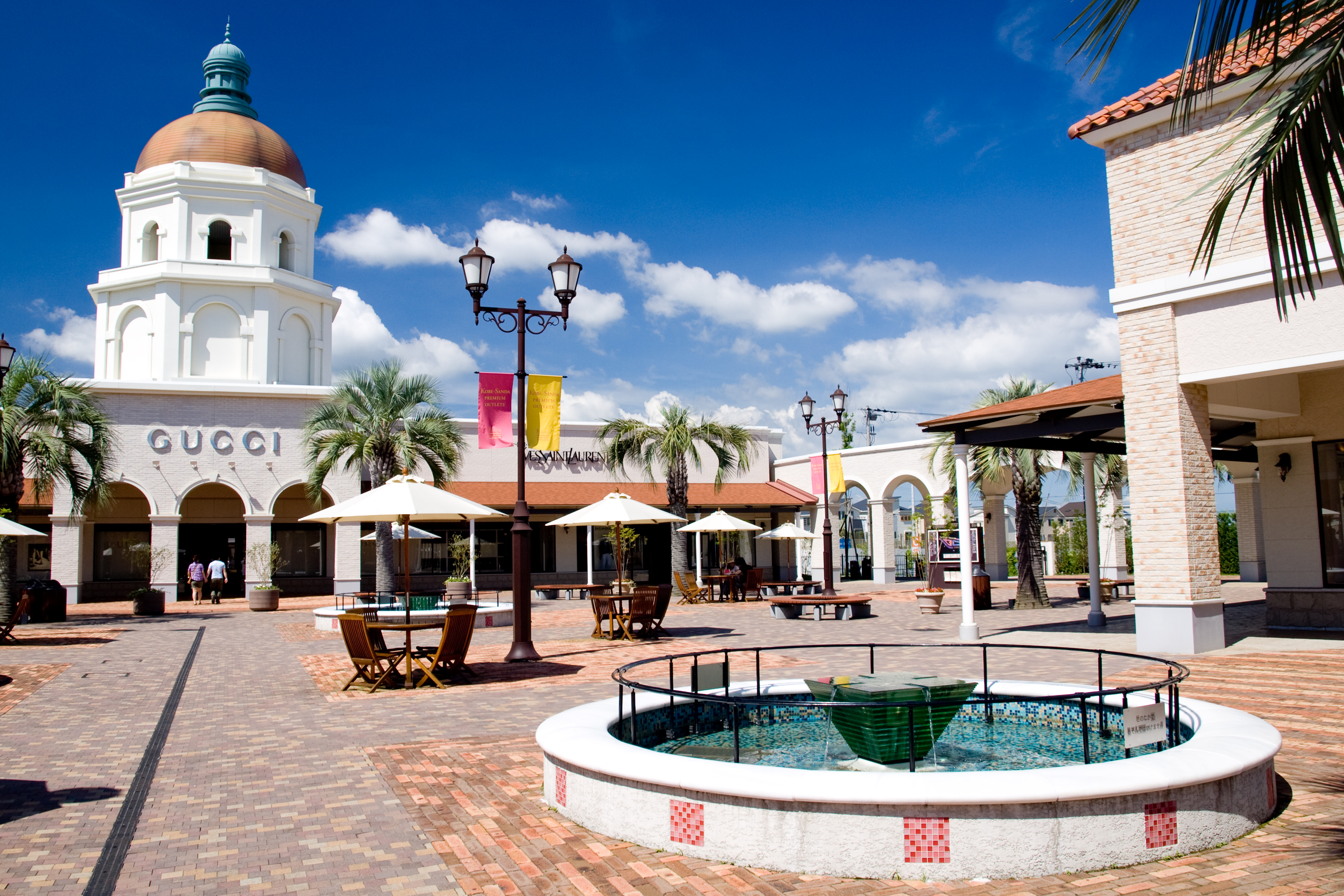
神戸三田プレミアム・アウトレット

愛知県 
- 大名古屋ビルヂング[注釈 5]
- 名古屋広小路ビルヂング
- 錦パークビル
- 名古屋錦フロントタワー
- ザ ロイヤルパーク キャンバス 名古屋

 静岡県 
- 御殿場プレミアム・アウトレット
- MARK IS 静岡
- 富士国際ゴルフ倶楽部
- 東富士カントリークラブ
- 東富士リサーチパーク
- リゾートパーク伊豆あたがわ

 岐阜県 
- 土岐プレミアム・アウトレット

 石川県 
- 金沢パークビル
- 金沢西インターグリーンシティ

### 近畿地方
大阪府 
- 大阪駅北地区（うめきた）先行開発区域「グランフロント大阪」
- 大阪アメニティパーク（OAP）
- コフレ梅田
- 梅田新道ビル
- 新大阪フロントビル
- 淀屋橋スクエア
- りんくうプレミアム・アウトレット

 京都府 
- 四条烏丸センタービル
- ザ ロイヤルパークホテル 京都三条
- シタディーン京都 烏丸五条

 兵庫県 
- 尼崎フロントビル
- 神戸三田プレミアム・アウトレット
- 猪名川パークタウン
- Corowa甲子園

### その他の日本国内
北海道 
- 北海道ビル
- 新北海道ビル
- 札幌北ビル
- マルヤマクラス
- 森林公園パークタウン
- おたる望洋パークタウン
- 緑苑台ニュータウン

 宮城県 
- 泉パークタウン
  - 仙台泉プレミアム・アウトレット
  - 泉パークタウン タピオ
  - 仙台ロイヤルパークホテル
- kurax
- 仙台パークビル[29]
- 定禅寺パークビル[30]
- 花京院スクエア[29]
- 仙台興和ビル
- 南町通センタービル
- 東二番丁スクエア
- 仙台上杉ビル[29]

 岡山県 
- 西大寺グリーンテラス

 広島県 
- 広島パークビル
- 広島鉄砲町ビルディング

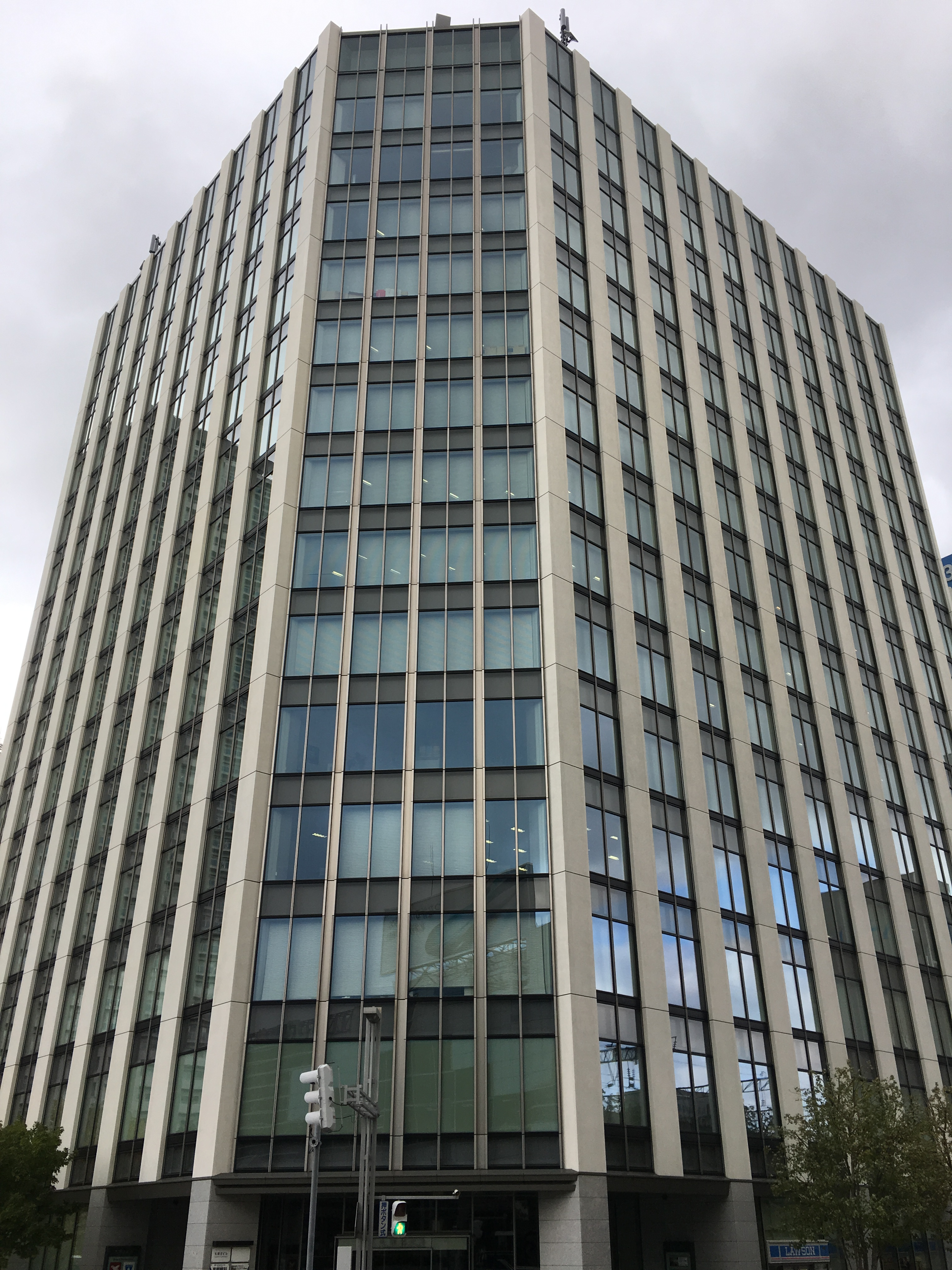
札幌北ビル

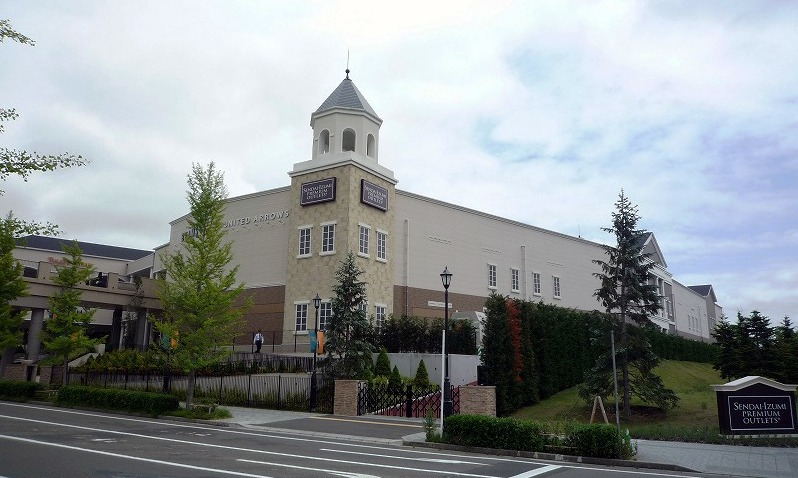
仙台泉プレミアム・アウトレット

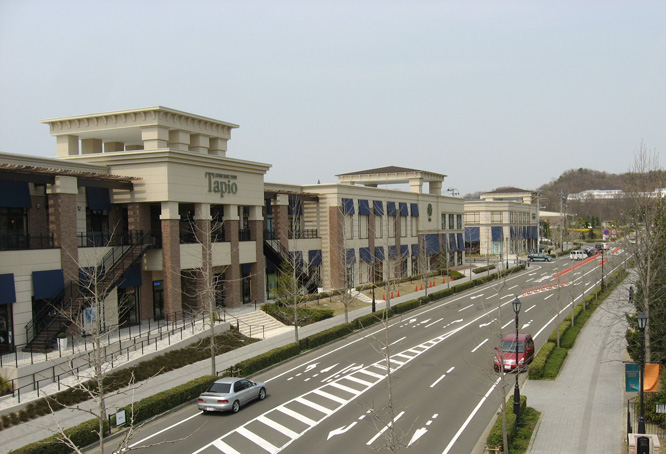
泉パークタウン タピオ

- NHK広島放送センタービル（NHK所有分を除く）
- 井口台パークタウン
- 高須台パークタウン

 福岡県 
- 天神ロフトビル
- ザ ロイヤルパークホテル 福岡
- MARK IS 福岡ももち

 佐賀県 
- 鳥栖プレミアム・アウトレット

### 日本国外
アメリカ合衆国
- ロックフェラー・センター（大部分は売却済み、現在は一部のみを所有）
- 1101 K Street
- 1100 First Street
- 50 Beale Street

イギリス
- パタノスタースクエア
- 150 Leadenhall Street
- 6-8 Bishopsgate

中華人民共和国
- 瀋陽パークアウトレット
- （仮称）蘇州市蘇州工業園区複合開発事業（2014年竣工予定）
- （仮称）上海嘉南大規模住宅開発事業（2013年竣工予定）
- （仮称）四川省成都市大規模住宅開発事業（2012年末着工予定）

台湾
- シティリンク[注釈 6]

ベトナム
- （仮称）ハノイ市・ホーチミン市大規模マンション開発事業

シンガポール
- （仮称）ビシャン セントラル超高層マンション開発事業（2014年竣工予定）

### 過去に運営していた施設
- GENTO YOKOHAMA - 2015年（平成27年）1月25日に閉館。
- 港北みなも - ザイマックスアルファに譲渡[31]。
- ホークスタウンモール - 2016年（平成28年）3月31日に閉館。
- 川崎ルフロン - 住商アーバン開発に譲渡[32]。

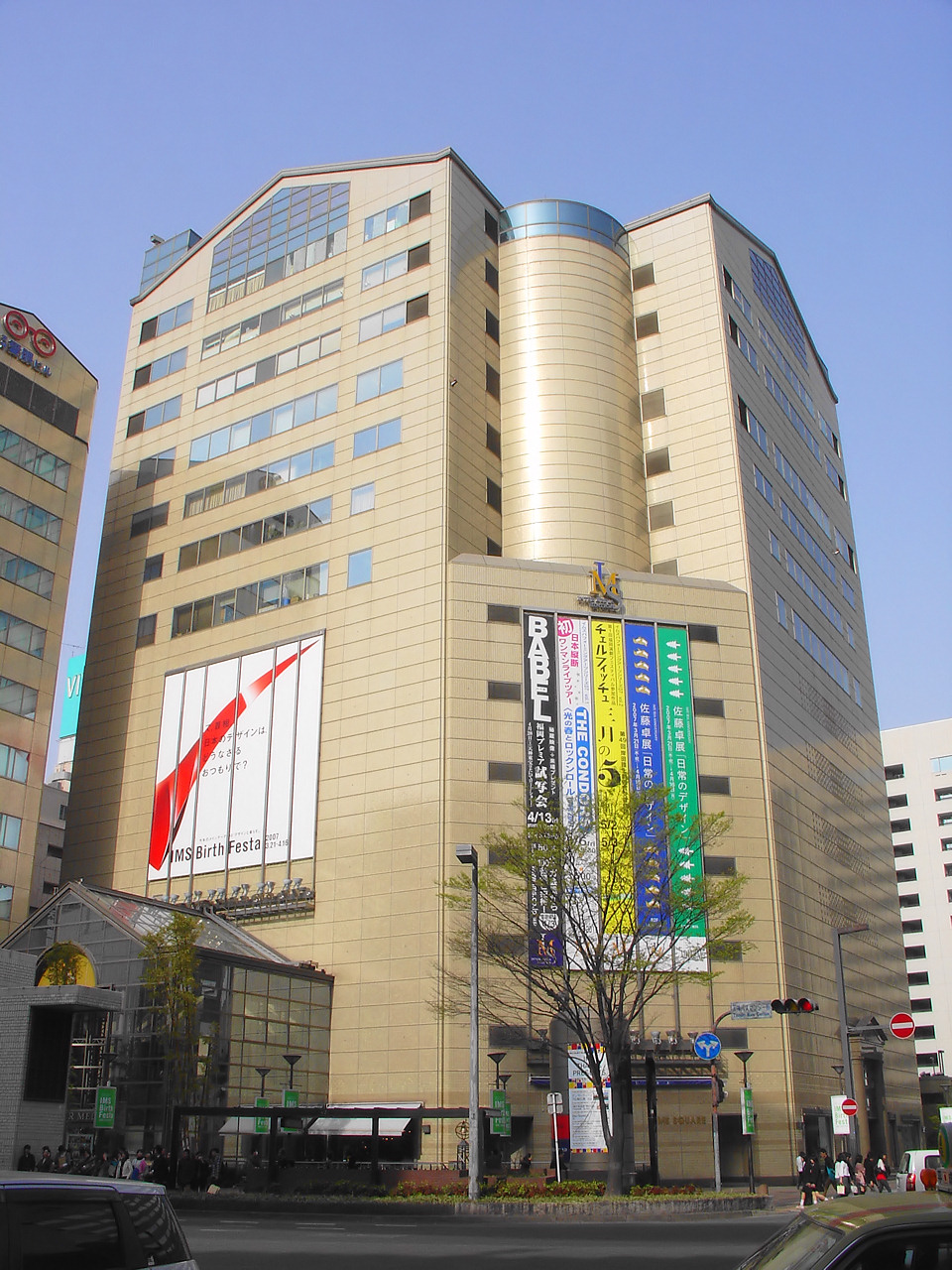
イムズ

- 天神MMビル（イムズ） - 2021年（令和3年）8月31日に閉館。

### 表記
1990年代中頃まで、三菱地所が設計・監理に関わったビルの多くは、日本語の正式名称を「○○ビルヂング」と表記していた。この表記は、英語の"Building"は"d"を含む発音であるため、日本語に直す際にザ行の「ジ」（日本式ローマ字でzi）ではなく、ダ行の「ヂ」（日本式ローマ字でdi）を当てたために生まれたとされている。2002年（平成14年）に完成した丸の内ビルディング以降、「ディ」が採用されるようになっている。

## 関連会社

### ビル事業
ビル賃貸事業
- サンシャインシティ
- 横浜スカイビル
- 東京交通会館
- 三菱地所・サイモン

ビル運営・管理事業
- 三菱地所プロパティマネジメント[34]
  - 三菱地所リテールマネジメント - 三菱地所プロパティマネジメントと合併し、法人格消滅。
- 北菱シティサービス
- イムズ
- 有電ビル管理
- サンシャインビーエス
- サンシャインエンタプライズ

駐車場事業
- グランドパーキングセンター
- 東京ガレーヂ

駐車場管理事業
- 三菱地所パークス

地域冷暖房事業
- 丸の内熱供給
- 池袋地域冷暖房
- オー・エー・ピー熱供給
- みなとみらい二十一熱供給
- 山王熱供給

その他の事業
- 丸の内ダイレクトアクセス
- 丸ノ内ホテル

### 空港事業
- 下地島エアポートマネジメント
- 高松空港
- 富士山静岡空港

### 住宅事業
不動産販売事業
- 三菱地所レジデンス
- 三菱地所ホーム
- 三菱地所住宅加工センター
- アーバンライフ

住宅管理事業
- 泉パークタウンサービス
- 三菱地所コミュニティ

余暇事業
- 東日本開発
- メックアーバンリゾート東北
- 藤和那須リゾート（那須ハイランドパーク）
- 佐倉ゴルフ開発

その他の事業
- メックecoライフ
- 菱栄ライフサービス
- つなぐネットコミュニケーションズ

### 都市開発事業
- アスコットジャパン

### 海外事業
- Mitsubishi Estate Asia. Lte.
- Mitsubishi Estate London Limited
- MITSUBISHI ESTATE NEW YORK Inc.
- Mitsubishi Estate (Thailand) Co.,Ltd.
- Mitsubishi Estate Vietnam Company Limited
- PT. Mitsubishi Estate Indonesia
- Rockefeller Group International, Inc.
- 三菱地所（上海）投資諮詢有限公司
- 台灣三菱地所股份有限公司

### 投資マネジメント事業
- 三菱地所投資顧問
  - 日本オープンエンド不動産投資法人（私募リート）
  - 三菱地所物流リート投資法人（J-REIT）
- ジャパンリアルエステイトアセットマネジメント
  - ジャパンリアルエステイト投資法人（J-REIT）

### 設計監理事業
- 三菱地所設計
- メック・デザイン・インターナショナル

### ホテル事業
- 三菱地所ホテルズ&リゾーツ（旧：ロイヤルパークホテルズアンドリゾーツ）
- 東北ロイヤルパークホテル
- 横浜ロイヤルパークホテル
- ロイヤルパークホテル

### 不動産サービス事業
- 三菱地所リアルエステートサービス
- 三菱地所ハウスネット

### その他の事業
- Gaussy
- 三菱地所ＩＴソリューションズ
- メックヒューマンリソース
- 京葉土地開発
- MECぴあクリエイティブ
- MEC Industry[35]

## 不祥事
- 2005年（平成17年）、大阪市北区の複合施設「大阪アメニティパーク」内のマンションを、土壌汚染の事実を告げずに販売したとして、大阪府警察は、事業主の三菱地所の高木茂社長、三菱マテリアルの西川章会長ら両社の当時の幹部10人と、法人としての両社を宅地建物取引業法違反容疑で書類送検した[36]。

## テレビ番組
- 日経スペシャル カンブリア宮殿 アウトレットも！ビジネス街も！「丸の内の大家」が大改造（2023年1月12日、テレビ東京）- 社長 吉田淳一出演[37][38]。